# Altar da Vitória

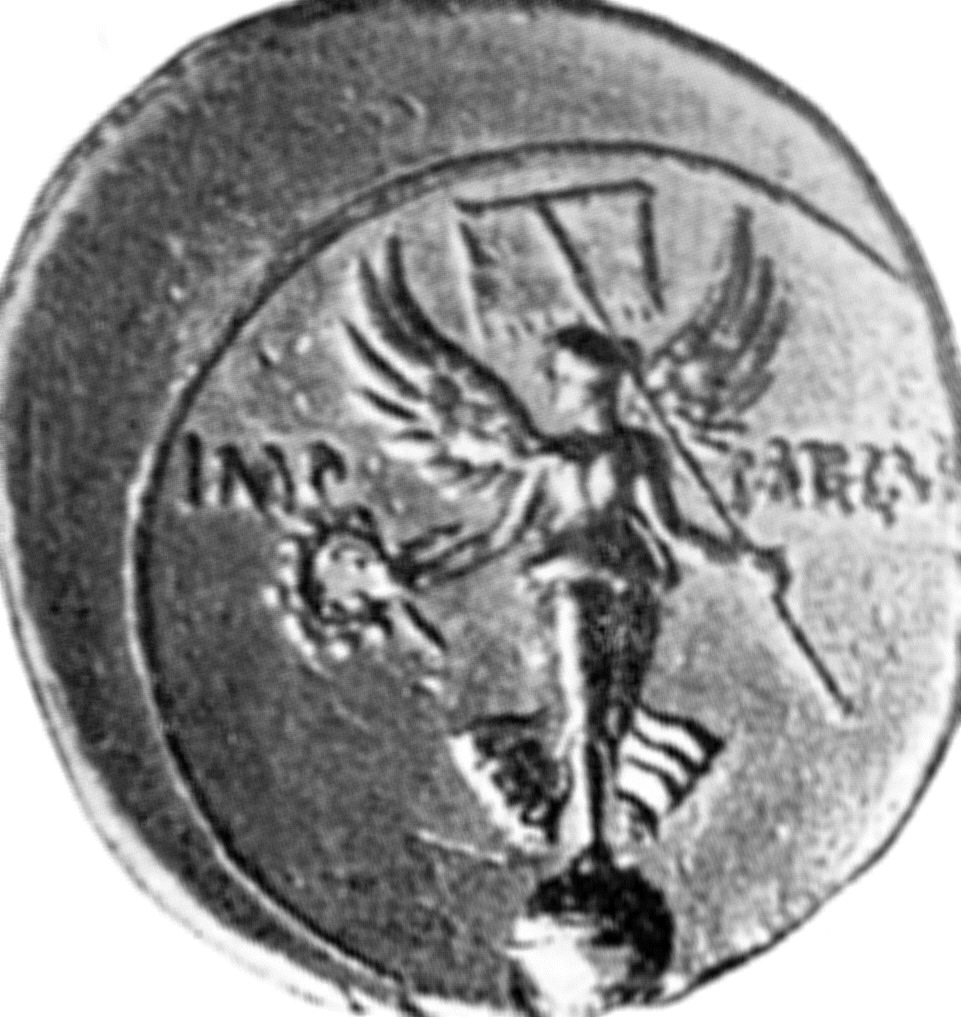
Para comemorar a vitória em Áccio, Augusto mandou gravar uma moeda com a imagem da estátua de Vitória.

O Altar da Vitória, pertencente à Cúria, encontrava-se na Sala do senado, em Roma. Foi implantada no senado com uma estátua de ouro da deusa Victória. O altar foi erigido por César Augusto em 29 a.C. para comemorar a derrota de Marco António e Cleópatra na Batalha de Áccio perto de Áccio, na Grécia. Durante séculos, os senadores romanos prestaram solene juramente junto do altar da Vitória. Recitando orações imemoriais e com libações de vinho e incenso, os poderosos "claríssimos" dignificavam assim as antigas divindades pagãs.

## Estátua
Estética e formalmente, esta figura emblemática cedia o lugar a um realismo expressivo, dramático e livre, de efeito teatral. A atitude da personagem e os drapeados esvoaçantes são de uma irresistível e triunfante movimentação. As escultura apresentava-se susceptível a uma composição dinâmica como que se tivesse ressurgido de uma narrativa. Numa pose delicada, serena, desce para condescender num gesto abençoado os seus tributários. Várias outras representações foram elaboradas subsequentemente à do altar do senado romano, como representação da Deusa. Era costume que os senadores, antes de cada reunião ou até batalhas, se dirigissem ao altar venerando e honrando a deusa Vitória com incenso e orações pagãs.

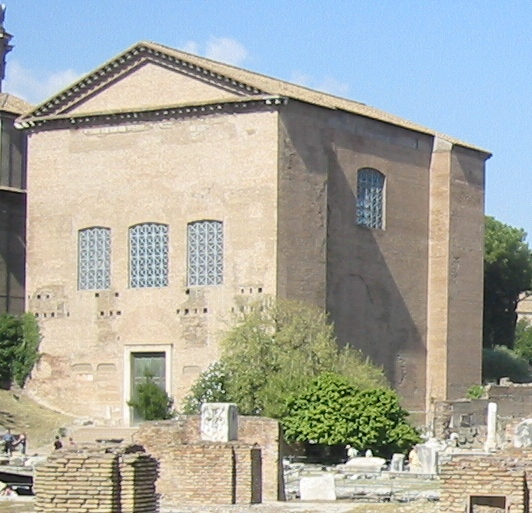
A Cúria Júlia no antigo Fórum Romano o foi aplicado o Altar da Vitória.

## História
Esta sólida representação da deusa Vitória, apresenta uma narrativa algo abrupta do qual muitas outras estátuas de altares ou não, semelhante história partilharam. A estátua representava uma mulher com asas, segurando uma folha de palmeira num leve e delicado gesto de outorgar com uma coroa de louros o súbdito vitorioso.  A estátua foi furtada em 272 a.C. ao rei de Epiro e da Macedónia - Pirro.
No século IV, o imperador Constantino mandou retirar o Altar da Vitória. Só seria reposto alguns anos depois, por Juliano – apelidado "O Apóstata", devido à sua tentativa de restabelecer o paganismo como religião oficial do império. Todavia, duas décadas depois, em 382 da nossa era, o jovem imperador cristão Graciano apreendeu-a. Ora apesar destas decisões imperiais, a maioria da aristocracia senatorial era ainda assumidamente pagã. E já no reinado de Valentiano II, sucessor de Graciano, quatro petições de notáveis pagãos imploraram ao imperador que recolocasse o altar. O seu líder era o senador Símaco, Prefeito da Urbs, pontífice, áugure e Procônsul de África, um dos mais respeitados nobres romanos. Símaco defendeu a reposição do altar em termos eloquentes:
| “ | Concedei, imploro-vos, que nós, que somos velhos, possamos deixar para a posteridade aquilo que recebemos em rapazes. Todas as coisas estão cheias de Deus e não há lugar que seja seguro para os perjuros, mas o receio da transgressão é grandemente espicaçado pela presença da divindade. | ” |

 De seguida, Símaco invocava a própria Aeterna Roma:
| “ | Deixai que use as minhas cerimónias ancestrais – diz ela -, pois que delas não me arrependo. Deixai-me viver à minha maneira, pois que sou livre. Foi este o culto que expulsou Aníbal das muralhas de Roma e os Gauleses do Capitólio. É para isso que me mantendes, para ser castigada na minha velhice? (…) Apenas peço paz para os deuses dos nossos antepassados, os deuses nativos de Roma. Está certo que aquilo que todos adoram seja considerado um só. Todos contemplamos as mesmas estrelas. Todos temos o mesmo céu. O mesmo firmamento nos abarca a todos. Que interessa qual a teoria erudita a que cada homem recorre para procurar a verdade? Não há apenas um caminho para nos conduzir a tão poderoso segredo. Tudo isto é matéria de discussão para homens ociosos. O que apresentamos a vossas majestades não é um debate, mas um pedido. | ” |

O seu pedido foi recebido com grande resistência, sendo que a resposta a Símaco veio da parte de Santo Ambrósio, Bispo de Milão e mentor espiritual do imperador Graciano, que realizou uma enorme pressão sobre o jovem imperador, em parte devido à residência da corte imperial de Milão.
| “ | Porquê citar-me os exemplos dos antigos? Não há mal nenhum em mudar para melhor [nullus pudor est ad melora transire]. Tomemos o exemplo dos antigos dias de caos em que os elementos voavam por todo o lado, numa massa desordenada. Pensemos em como o tumulto se apaziguou na nova ordem dum mundo e como esse mundo desde então se desenvolveu, com a invenção gradual das artes e os avanços da história humana. Suponho que, nos velhos tempos do caos, as partículas conservadoras se terão oposto ao advento da nova e vulgar luz do Sol que acompanhou a implantação da ordem. Mas, mesmo assim, o mundo avançou. E nós, cristãos, também crescemos; e a grande diferença entre nós e vós é que o que vós procurais por conjeturas nós conhecemos. Como posso fazer fé em vós quando confessais que não conheceis o objeto do vosso culto? | ” |

O altar foi restaurado pelo usurpador Flávio Eugénio, durante o seu breve reinado (392-394)
Outros pedidos para restaurar o altar foram rejeitados em 391 por decreto do imperador cristão Teodósio I, O Grande, como parte da sua política de supressão das antigas religiões pagãs. Depois disto não existe quaisquer evidências do que se terá sucedido. É possível que Teodósio tenha removido o altar, contudo não é claro se realmente ele a ocultou ou causou a sua destruição.
Esta batalha entre o cristianismo "dogmático" e o paganismo "tolerante" foi vencida pelo primeiro. E o seu desfecho condicionaria a história política e religiosa da Europa no milénio seguinte, tal como a evolução das artes, da filosofia e da ciência.